# 达米安·弗莱克拉克
达米安·弗莱克拉克（波蘭語：Damian Wleklak，1976年2月28日—），波兰男子手球运动员。他曾代表波兰参加2003年、2007年和2009年世界男子手球锦标赛，其中2007年世锦赛获得亚军，2009年世锦赛获得季军。